# Front Lewicy (Francja)
Front Lewicy (Front de gauche) – koalicja francuskich lewicowych i radykalnie lewicowych partii politycznych.
Koalicja powstała przed wyborami w 2009 roku. Koalicja wystartowała też w wyborach regionalnych. Ugrupowanie wyłoniło także wspólnego kandydata na prezydenta w wyborach 2012 roku, został nim Jean-Luc Mélenchon. W wyborach parlamentarnych w 2012 zdobyła 10 mandatów (w tym jeden dla Partii Lewicy, a 9 dla Francuskiej Partii Komunistycznej).
Głównymi siłami koalicji są: Francuska Partia Komunistyczna, Zjednoczona Lewica i Partia Lewicy.
Pozostałymi ugrupowaniami koalicji są:
- Fédération pour une alternative sociale et écologique
- République et socialisme
- Convergences et alternative
- Parti communiste des ouvriers de France